# Sainte-Anne-la-Royale
Sainte-Anne-la-Royale var en kyrkobyggnad i Paris, helgad åt den heliga Anna. Den var belägen i kvarteret mellan Quai Voltaire och Rue de Lille i 7:e arrondissementet. Kyrkan ritades av Guarino Guarini och konsekrerades 1666 men förblev ofullbordad.
Guarini kallades till Paris för att leda uppförandet av teatinernas nya kyrka i närheten av floden Seine. Kyrkan var Guarinis första större arkitektoniska verk och uppvisar flera olika innovationer. Han använde sig bland annat av skelettvalv och öppnade upp kupolens hjässpunkt. 
Kyrkan Sainte-Anne-la-Royale revs mellan 1821 och 1823.